# Organigramma dell'Arma dei Carabinieri
La struttura organizzativa dell'Arma è così articolata:
- Comando generale dell'Arma dei Carabinieri
- Organizzazione territoriale dell'Arma dei Carabinieri
- Comando delle scuole dell'Arma dei Carabinieri
- Comando delle unità mobili e specializzate carabinieri "Palidoro"
- Comando unità forestali, ambientali e agroalimentari
- Reparti per esigenze specifiche

## Organigramma dell'organizzazione territoriale, addestrativa, mobile e speciale
Nota. Solo i comandanti di reparti aventi rango di comando di corpo hanno le stellette bordate di rosso. Quindi non i comandanti a livello tenenza, compagnia, reparti territoriale, gruppo che non sono comandi di corpo ed adottano le stellette bordate di nero. Neppure i comandanti provinciali con grado di tenente colonnello che hanno la bordatura nera.
| Comando generale dell'Arma dei carabinieri | Comando Interregionale (5) | Comando Legione (su base regionale) (18) | Comando Provinciale (105)                                  | Comando di Gruppo (14)                             | Comando di reparto territoriale o compagnia (535)  | Tenenza (62)                                       |
| Comando generale dell'Arma dei carabinieri | Comando Interregionale (5) | Comando Legione (su base regionale) (18) | Comando Provinciale (105)                                  | Comando di Gruppo (14)                             | Comando di reparto territoriale o compagnia (535)  | Stazione (4594)                                    |
| Comando generale dell'Arma dei carabinieri | Supporti operativi dell'Organizzazione territoriale dell'Arma dei carabinieri - Squadrone eliportato carabinieri cacciatori "Puglia" - Squadrone eliportato carabinieri cacciatori "Calabria" - Squadrone eliportato carabinieri cacciatori "Sicilia" - Squadrone eliportato carabinieri cacciatori "Sardegna" - Reparto squadriglie - Servizio cinofili dell'Arma dei Carabinieri - Centro subacquei dell'Arma dei Carabinieri - Servizio sanitario dell'Arma dei Carabinieri | |                                                            |                                                    |                                                    |                                                    |
| Comando generale dell'Arma dei carabinieri | Comando delle scuole dell'Arma dei carabinieri | Scuola ufficiali carabinieri di Roma | Scuola ufficiali carabinieri di Roma                       | Scuola ufficiali carabinieri di Roma               | Scuola ufficiali carabinieri di Roma               | Scuola ufficiali carabinieri di Roma               |
| Comando generale dell'Arma dei carabinieri | Comando delle scuole dell'Arma dei carabinieri | Scuola marescialli e brigadieri carabinieri di Firenze |                                                            |                                                    |                                                    |                                                    |
| Comando generale dell'Arma dei carabinieri | Comando delle scuole dell'Arma dei carabinieri | Legione allievi carabinieri | Scuola allievi carabinieri di Roma                         | Scuola allievi carabinieri di Roma                 | Scuola allievi carabinieri di Roma                 | Scuola allievi carabinieri di Roma                 |
| Comando generale dell'Arma dei carabinieri | Comando delle scuole dell'Arma dei carabinieri | Legione allievi carabinieri | Scuola allievi carabinieri di Torino                       |                                                    |                                                    |                                                    |
| Comando generale dell'Arma dei carabinieri | Comando delle scuole dell'Arma dei carabinieri | Legione allievi carabinieri | Scuola allievi carabinieri di Campobasso                   |                                                    |                                                    |                                                    |
| Comando generale dell'Arma dei carabinieri | Comando delle scuole dell'Arma dei carabinieri | Legione allievi carabinieri | Scuola allievi carabinieri di Reggio Calabria              |                                                    |                                                    |                                                    |
| Comando generale dell'Arma dei carabinieri | Comando delle scuole dell'Arma dei carabinieri | Legione allievi carabinieri | Scuola allievi carabinieri di Iglesias                     |                                                    |                                                    |                                                    |
| Comando generale dell'Arma dei carabinieri | Comando delle scuole dell'Arma dei carabinieri | Scuola carabinieri di perfezionamento al tiro di Roma |                                                            |                                                    |                                                    |                                                    |
| Comando generale dell'Arma dei carabinieri | Comando delle scuole dell'Arma dei carabinieri | Centro lingue estere dell'Arma dei carabinieri |                                                            |                                                    |                                                    |                                                    |
| Comando generale dell'Arma dei carabinieri | Comando delle scuole dell'Arma dei carabinieri | Centro di psicologia applicata |                                                            |                                                    |                                                    |                                                    |
| Comando generale dell'Arma dei carabinieri | Comando delle scuole dell'Arma dei carabinieri | Istituto superiore di tecniche investigative dell'Arma dei carabinieri |                                                            |                                                    |                                                    |                                                    |
| Comando generale dell'Arma dei carabinieri | Comando delle scuole dell'Arma dei carabinieri | Centro Sportivo Carabinieri |                                                            |                                                    |                                                    |                                                    |
| Comando generale dell'Arma dei carabinieri | Comando delle scuole dell'Arma dei carabinieri | Centri per la formazione dei specializzati: - Pratica di mare (RM): elicotteristi - Selva di Val Gardena (BZ): sciatori e rocciatori - Genova: subacquei - Firenze: cinofili - Roma: personale a cavallo - Livorno: paracadutisti e incursori - Velletri: settore telematico |                                                            |                                                    |                                                    |                                                    |
| Comando generale dell'Arma dei carabinieri | Comando delle unità mobili e specializzate carabinieri "Palidoro" | Divisione unità mobili carabinieri | 1ª Brigata mobile                                          | 4º Reggimento carabinieri a cavallo                | 4º Reggimento carabinieri a cavallo                | 4º Reggimento carabinieri a cavallo                |
| Comando generale dell'Arma dei carabinieri | Comando delle unità mobili e specializzate carabinieri "Palidoro" | Divisione unità mobili carabinieri | 1ª Brigata mobile                                          | 1º Reggimento carabinieri "Piemonte"               |                                                    |                                                    |
| Comando generale dell'Arma dei carabinieri | Comando delle unità mobili e specializzate carabinieri "Palidoro" | Divisione unità mobili carabinieri | 1ª Brigata mobile                                          | 2º Battaglione "Liguria"                           |                                                    |                                                    |
| Comando generale dell'Arma dei carabinieri | Comando delle unità mobili e specializzate carabinieri "Palidoro" | Divisione unità mobili carabinieri | 1ª Brigata mobile                                          | 3º Reggimento carabinieri "Lombardia"              |                                                    |                                                    |
| Comando generale dell'Arma dei carabinieri | Comando delle unità mobili e specializzate carabinieri "Palidoro" | Divisione unità mobili carabinieri | 1ª Brigata mobile                                          | 4º Reggimento carabinieri "Veneto"                 |                                                    |                                                    |
| Comando generale dell'Arma dei carabinieri | Comando delle unità mobili e specializzate carabinieri "Palidoro" | Divisione unità mobili carabinieri | 1ª Brigata mobile                                          | 5º Reggimento carabinieri "Emilia-Romagna"         |                                                    |                                                    |
| Comando generale dell'Arma dei carabinieri | Comando delle unità mobili e specializzate carabinieri "Palidoro" | Divisione unità mobili carabinieri | 1ª Brigata mobile                                          | 6º Battaglione "Toscana"                           |                                                    |                                                    |
| Comando generale dell'Arma dei carabinieri | Comando delle unità mobili e specializzate carabinieri "Palidoro" | Divisione unità mobili carabinieri | 1ª Brigata mobile                                          | 8º Reggimento carabinieri "Lazio"                  |                                                    |                                                    |
| Comando generale dell'Arma dei carabinieri | Comando delle unità mobili e specializzate carabinieri "Palidoro" | Divisione unità mobili carabinieri | 1ª Brigata mobile                                          | 9º Battaglione "Sardegna"                          |                                                    |                                                    |
| Comando generale dell'Arma dei carabinieri | Comando delle unità mobili e specializzate carabinieri "Palidoro" | Divisione unità mobili carabinieri | 1ª Brigata mobile                                          | 10º Reggimento carabinieri "Campania"              |                                                    |                                                    |
| Comando generale dell'Arma dei carabinieri | Comando delle unità mobili e specializzate carabinieri "Palidoro" | Divisione unità mobili carabinieri | 1ª Brigata mobile                                          | 11º Battaglione "Puglia"                           |                                                    |                                                    |
| Comando generale dell'Arma dei carabinieri | Comando delle unità mobili e specializzate carabinieri "Palidoro" | Divisione unità mobili carabinieri | 1ª Brigata mobile                                          | 12º Reggimento carabinieri "Sicilia"               |                                                    |                                                    |
| Comando generale dell'Arma dei carabinieri | Comando delle unità mobili e specializzate carabinieri "Palidoro" | Divisione unità mobili carabinieri | 1ª Brigata mobile                                          | 14º Battaglione "Calabria"                         |                                                    |                                                    |
| Comando generale dell'Arma dei carabinieri | Comando delle unità mobili e specializzate carabinieri "Palidoro" | Divisione unità mobili carabinieri | 2ª Brigata mobile                                          | 1º Reggimento carabinieri paracadutisti "Tuscania" | 1º Reggimento carabinieri paracadutisti "Tuscania" | 1º Reggimento carabinieri paracadutisti "Tuscania" |
| Comando generale dell'Arma dei carabinieri | Comando delle unità mobili e specializzate carabinieri "Palidoro" | Divisione unità mobili carabinieri | 2ª Brigata mobile                                          | 7º Reggimento carabinieri "Trentino-Alto Adige"    |                                                    |                                                    |
| Comando generale dell'Arma dei carabinieri | Comando delle unità mobili e specializzate carabinieri "Palidoro" | Divisione unità mobili carabinieri | 2ª Brigata mobile                                          | 13º Reggimento carabinieri "Friuli Venezia Giulia" |                                                    |                                                    |
| Comando generale dell'Arma dei carabinieri | Comando delle unità mobili e specializzate carabinieri "Palidoro" | Divisione unità mobili carabinieri | 2ª Brigata mobile                                          | Multinational Specialized Unit                     |                                                    |                                                    |
| Comando generale dell'Arma dei carabinieri | Comando delle unità mobili e specializzate carabinieri "Palidoro" | Divisione unità mobili carabinieri | 2ª Brigata mobile                                          | Gruppo di intervento speciale                      |                                                    |                                                    |
| Comando generale dell'Arma dei carabinieri | Comando delle unità mobili e specializzate carabinieri "Palidoro" | CoESPU |                                                            |                                                    |                                                    |                                                    |
| Comando generale dell'Arma dei carabinieri | Comando delle unità mobili e specializzate carabinieri "Palidoro" | Comando carabinieri Ministero Affari Esteri |                                                            |                                                    |                                                    |                                                    |
| Comando generale dell'Arma dei carabinieri | Comando delle unità mobili e specializzate carabinieri "Palidoro" | Raggruppamento operativo speciale |                                                            |                                                    |                                                    |                                                    |
| Comando generale dell'Arma dei carabinieri | Comando delle unità mobili e specializzate carabinieri "Palidoro" | Divisione unità specializzate | Raggruppamento aeromobili carabinieri                      | Raggruppamento aeromobili carabinieri              | Raggruppamento aeromobili carabinieri              | Raggruppamento aeromobili carabinieri              |
| Comando generale dell'Arma dei carabinieri | Comando delle unità mobili e specializzate carabinieri "Palidoro" | Divisione unità specializzate | Comando carabinieri Banca d'Italia                         |                                                    |                                                    |                                                    |
| Comando generale dell'Arma dei carabinieri | Comando delle unità mobili e specializzate carabinieri "Palidoro" | Divisione unità specializzate | Comando carabinieri per la tutela della salute             |                                                    |                                                    |                                                    |
| Comando generale dell'Arma dei carabinieri | Comando delle unità mobili e specializzate carabinieri "Palidoro" | Divisione unità specializzate | Comando carabinieri per la tutela del lavoro               |                                                    |                                                    |                                                    |
| Comando generale dell'Arma dei carabinieri | Comando delle unità mobili e specializzate carabinieri "Palidoro" | Divisione unità specializzate | Raggruppamento carabinieri investigazioni scientifiche     | RIS di Roma                                        | RIS di Roma                                        | RIS di Roma                                        |
| Comando generale dell'Arma dei carabinieri | Comando delle unità mobili e specializzate carabinieri "Palidoro" | Divisione unità specializzate | Raggruppamento carabinieri investigazioni scientifiche     | RIS di Parma                                       |                                                    |                                                    |
| Comando generale dell'Arma dei carabinieri | Comando delle unità mobili e specializzate carabinieri "Palidoro" | Divisione unità specializzate | Raggruppamento carabinieri investigazioni scientifiche     | RIS di Cagliari                                    |                                                    |                                                    |
| Comando generale dell'Arma dei carabinieri | Comando delle unità mobili e specializzate carabinieri "Palidoro" | Divisione unità specializzate | Raggruppamento carabinieri investigazioni scientifiche     | RIS di Messina                                     |                                                    |                                                    |
| Comando generale dell'Arma dei carabinieri | Comando delle unità mobili e specializzate carabinieri "Palidoro" | Divisione unità specializzate | Raggruppamento carabinieri investigazioni scientifiche     | Sezione investigazioni scientifiche (29)           |                                                    |                                                    |
| Comando generale dell'Arma dei carabinieri | Comando delle unità mobili e specializzate carabinieri "Palidoro" | Divisione unità specializzate | Comando carabinieri per la tutela del patrimonio culturale |                                                    |                                                    |                                                    |
| Comando generale dell'Arma dei carabinieri | Comando delle unità mobili e specializzate carabinieri "Palidoro" | Divisione unità specializzate | Comando carabinieri antifalsificazione monetaria           |                                                    |                                                    |                                                    |

| Legenda                                       |
| --------------------------------------------- |
| Reparto dell'organizzazione territoriale      |
| Reparto dell'organizzazione addestrativa      |
| Reparto dell'organizzazione mobile e speciale |

## Comando unità per la tutela forestale, ambientale e agroalimentare
Gli ufficiali del ruolo forestale hanno le stellette bordate di nero

### Carabinieri Forestale
- Comando unità forestali, ambientali e agroalimentari

#### Territoriale
- Comando carabinieri per la tutela forestale
  -   Comandi Regionali
    -   Comandi Gruppo
      -      Comandi Stazione

#### Reparti
- Comando carabinieri per la tutela ambientale e la transizione ecologica
- Comando carabinieri politiche agricole e alimentari
- Comando carabinieri per la tutela della biodiversità e dei parchi
  - Raggruppamento Carabinieri per la biodiversità
    -   Uffici Territoriali per la Biodiversità

  - Raggruppamento Carabinieri parchi
    -   Coordinamenti Territoriali per l'Ambiente (Parchi nazionali)

  - Raggruppamento Carabinieri CITES
    -  Nuclei operativi CITES

### Reparti per esigenze specifiche
I seguenti reparti dipendono funzionalmente dagli stessi organi presso i quali sono costituiti:
- Reggimento corazzieri, cui sono attribuite le prerogative di Guardia d'onore, sicurezza e scorta al presidente della repubblica;
- Reparto carabinieri Presidenza della Repubblica, cui sono affidati i servizi di sicurezza e scorta ravvicinata al presidente della Repubblica Italiana negli spostamenti in territorio nazionale e all'estero;
- Comando carabinieri Senato della Repubblica, cui sono affidati i compiti di vigilanza e sicurezza su palazzo Madama e delle altre sedi istituzionali di pertinenza;
- Comando carabinieri Camera dei deputati, cui sono affidati i compiti di vigilanza e sicurezza su palazzo Montecitorio e delle altre sedi istituzionali di pertinenza;
- Comando carabinieri Corte costituzionale, cui sono affidati i compiti di vigilanza e sicurezza su palazzo della Consulta a Montecavallo e delle altre sedi istituzionali di pertinenza;
- Reparto carabinieri Presidenza del Consiglio dei ministri, cui sono affidati i compiti di vigilanza e sicurezza su palazzo Chigi e delle altre sedi istituzionali di pertinenza;
- Reparto carabinieri Consiglio nazionale dell'economia e del lavoro, su cui sono affidati i compiti di vigilanza e sicurezza su villa Lubin e delle altre sedi istituzionali di pertinenza;
- Comando carabinieri Corte dei conti, cui sono affidati compiti di vigilanza, sicurezza e assistenza alle udienze e d'onore;

Distintivo del Reparto carabinieri Presidenza della Repubblica
Distintivo del Comando carabinieri Senato della Repubblica
Distintivo del Comando carabinieri Camera dei deputati
Distintivo del Comando carabinieri Corte costituzionale

### Banda
- Banda musicale dell'Arma dei carabinieri;

### Organismi interforze
- Dipartimento della pubblica sicurezza (dipendente dal Ministero dell'interno);
  - Direzione investigativa antimafia - D.I.A.;
  - Direzione centrale per i servizi antidroga - D.C.S.A.;
  - Ufficio per il coordinamento e la pianificazione delle forze di polizia:
    - Servizio I - Coordinamento e pianificazione delle forze di polizia;
    - Servizio II - Relazioni internazionali;

  - Ufficio centrale interforze per la sicurezza personale;
  - Scuola di perfezionamento per le forze di polizia;
  - Direzione centrale della polizia criminale:
    - Gruppo interforze centrale per l'emergenza e ricostruzione - GICER;
    - Servizio analisi criminale;
    - Servizio per il sistema informativo interforze;
    - Servizio centrale di protezione;
    - Servizio cooperazione internazionale di polizia;
      - Interpol;
      - Europol;

### Polizia militare
Reparti con compiti di polizia militare:
- Personale in servizio presso gli uffici della magistratura militare italiana;
- Comando carabinieri per la Marina Militare, articolato su:
  - Gruppo CC MM in Roma, con alle dipendenze 4 compagnie e 30 stazioni;
  - reparto carabinieri agenzia di sicurezza dello S.M.M. con 8 agenzie interregionali.
- Comando carabinieri per l'Aeronautica Militare, articolato su:
  - reparto carabinieri Reparto generale sicurezza A.M.;
  - 3 gruppi CC AM, uno per ciascuna Regione aerea, con alle dipendenze 10 compagnie e 61 stazioni.
- Reparto Carabinieri presso lo stato maggiore della difesa;
  - Reparto Carabinieri presso il Centro alti studi per la difesa;
  - Reparto Carabinieri presso il Comando operativo di vertice interforze;
  - Reparto Carabinieri presso il II Reparto informazioni e sicurezza;
- Reparto Carabinieri presso il Gabinetto del Ministero della Difesa;
- Gruppo Carabinieri autonomo;
  - Sezioni e nuclei presso alti comandi dell'Esercito e dell'area industriale interforze;
  - Reparto Carabinieri segredifesa:
    - Reparto Carabinieri presso la Direzione generale del personale militare;

  - Reparto Carabinieri stato maggiore dell'Esercito;
- Raggruppamento unità difesa - R.U.D. (dipendente da Agenzia informazioni e sicurezza esterna).

### Rappresentanze presso organismi militari alleati e multinazionali
Elenco degli organismi militari alleati e multinazionali presso i quali è presente una rappresentanza Italiana dell'Arma dei Carabinieri. I reparti dipendono, tramite i relativi comandanti, dal capo di stato maggiore della difesa.

#### Organismi NATO
Organizzazione del Trattato dell'Atlantico del Nord:
- Rappresentanza permanente d'Italia presso il Consiglio atlantico di Bruxelles - (RICA);
- Rappresentanza militare italiana presso il Comando supremo delle potenze alleate in Europa - Italdelega;
- Supreme Headquarters Allied Powers Europe - SHAPE / Command for Operations - ACO Mons (Belgio);
- Allied Joint Force Command Naples - JFC Naples;
  - Allied Force Maritime Component - CC MAR HQ Napoli;
  - Allied Force Land Component Command - CC LAND HQ Madrid (Spagna);
- Allied Force Land Component Command - CC LAND HQ Heidelberg (Germania);
- NATO SPCOE Vicenza;
- NATO Rapid Deployable Corps Italy - NRDC-ITA - Solbiate Olona (Provincia di Varese);
- NATO Defense College - Roma;
- Nucleo carabinieri SATCOM di Bosco Chiesanuova (provincia di Verona) e Tarquinia (provincia di Viterbo)

#### Organismi dell'UE
Unione europea:
- Rappresentanza permanente d'Italia presso l'Unione Europea - Italstaff;
- Forza di gendarmeria europea - EUROGENDFOR;

#### Altri organismi
- Comando Gruppo S.E.T.A.F. Vicenza;
- Centro di Eccellenza per le Stability Police Units (CoESPU) - Vicenza;
- FIEP - Francia - Italia - Spagna - Portogallo[6];